# Новлей
Новлей — село в Инсарском районе Мордовии в составе Нововерхисского сельского поселения.

## География
Расположено на речке Новлей, в 18 км от районного центра и железнодорожной станции Кадошкино.

## История
Основано в 17 в. В «Списке населённых мест Пензенской губернии» (1869) Новлей — село казённое из 124 дворов (710 чел.) Инсарского уезда. В 1913 году в селе было 202 двора (1319 чел.); школа грамоты, 3 ветеринарных пункта, 8 ветряных мельниц, маслобойка и просодранка, 2 кузницы, 2 пожарных машины, винная лавка. В 1930-е гг. был создан колхоз, с 1997 г. — СХПК «Новлейский». В современном селе — средняя школа, библиотека, магазин, медпункт, отделение связи, детсад, клуб; Казанская церковь.

## Население
| 1989 | 2002 | 2010 |
| ---- | ---- | ---- |
| 390  | ↘333 | ↘269 |

Национальный состав
Согласно результатам Всероссийской переписи населения 2002 года, в национальной структуре населения мордва-мокша составляли 93%.

## Источник
- Энциклопедия Мордовия, Т. М. Котлова, Л. Н. Лапшова.